# Liste der Lokomotiven in Elsaß-Lothringen 1871–1938
In dieser Liste sind die Lokomotiven der Reichseisenbahnen in Elsaß-Lothringen (EL) und der Réseau ferroviaire d’Alsace-Lorraine (AL) aufgeführt.

## Bezeichnung der Lokomotiven
Die Reichseisenbahnen in Elsaß-Lothringen nummerierten die Lokomotiven fortlaufend durch und gab ihnen Namen. Dabei wurden die Namen entsprechend der Bauart vergeben.
Darüber hinaus wurde der Lokomotivbestand von Anfang an in Reihen gegliedert. Dabei orientierte man sich am Schema der Bayerischen Staatsbahn mit Großbuchstaben und nachfolgenden arabischen Ziffern.
- A – Schnell- und Personenzuglokomotiven (Namen von Flüssen)
- B – Lokomotiven für den gemischten Dienst (Namen von Flüssen)
- C – Güterzuglokomotiven (Namen von Städten und Gemeinden)
- D – Tenderlokomotiven (Namen von Personen, Vornamen)
- E – Schmalspurlokomotiven (keine Namen)

Für jede Lieferserie wurde eine Reihennummer vergeben.
1906 wurden alle Fahrzeuge umgenummert und auch ein neues Gattungssystem wurde eingeführt. Diesmal orientierte man sich am preußischen System. Den einzelnen Bauarten wurde ein bestimmter Nummernbereich zugeordnet.
- S – Schnellzuglokomotiven (Nummern 1–500)
- P – Personenzuglokomotiven (Nummern 501–1000)
- G – Güterzuglokomotiven (Nummern 1001–2000)
- T – Tenderlokomotiven (Nummern 2001–2600)

1912 erhielten die Lokomotiven erneut neue Nummern und in einigen Fällen wurde auch die Gattungsbezeichnung geändert. Außerdem entfernte man die Lokomotivnamen.
- S – Schnellzuglokomotiven (Nummern 1–2000)
- P – Personenzuglokomotiven (Nummern 2001–3000)
- G – Güterzuglokomotiven (Nummern 3001–6000)
- T – Güterzuglokomotiven (Nummern 6001–9000)

Schmalspurlokomotiven erhielten das Gattungszeichen T und den Nummernbereich 3001–3042. Doppelte Nummernbelegungen wurden dabei in Kauf genommen. Ältere Lokomotiven wurden nicht mehr umnummeriert und behielten ihre Nummer bis zur Ausmusterung.
1919 übernahm die französische Staatsbahn „Réseau ferroviaire d'Alsace-Lorraine“ (AL) das System und führte es bis 1938 weiter, als die Gesellschaft in die SNCF aufging.

## Dampflokomotiven

### Schnellzuglokomotiven
| Reihe (bis 1906) | Gattung   | Bahnnrn.  | Gattung   | Bahnnrn.                                    | Anzahl                                        | Baujahr(e) | Bauart    | Bemerkungen                                                                                              |
| Reihe (bis 1906) | (ab 1906) | (ab 1906) | (ab 1912) | (ab 1912)                                   | Anzahl                                        | Baujahr(e) | Bauart    | Bemerkungen                                                                                              |
| ---------------- | --------- | --------- | --------- | ------------------------------------------- | --------------------------------------------- | ---------- | --------- | --- |
| A 15             | S 2       | 23–28     | S 3       | 201–206                                     | 6                                             | 1900       | 2'B n2v   | wie preuß. S 3                                                                                           |
| A 16             | S 2       | 29–62     | S 3       | 207–240                                     | 34                                            | 1900–1901  | 2'B n2v   | wie preuß. S 3                                                                                           |
| A 16             | S 2       | 63        | S 4       | 401                                         | 1                                             | 1901       | 2'B h2    | wie preuß. S 4                                                                                           |
| A 18             | S 3       | 101–150   | S 5       | 501–554                                     | 54                                            | 1902–1913  | 2'B n4v   | wie preuß. S 51 (Bauart de Glehn)                                                                        |
|                  |           |           | S 7       | 700                                         | 1                                             | 1905       | 2'B1' n4v | Waffenstillstandsabgabe, ehem. preuß. S 7 (Bauart von Borries)                                           |
|                  | S 5       | 251–330   | S 9       | 901–980                                     | 80                                            | 1906–1909  | 2'C n4v   | |
|                  |           |           | S 9       | 981                                         | 1                                             | 1914       | 2'C h4v   | Waffenstillstandsabgabe, ehem. sächs. XII HV                                                             |
| 982–986          | 5         | 1903–1907 | S 9       | 2'C n4v                                     | Waffenstillstandsabgabe, ehem. bayer. S 3/5 N |            |           | |
|                  |           |           | S 10      | 1150–1162                                   | 13                                            | 1910–1914  | 2'C h4    | Waffenstillstandsabgabe, ehem. preuß. S 10; 1162 im Jahre 1925 von FS im Tausch gegen G 71 4306 erhalten |
|                  |           |           | S 101     | 1101–1117                                   | 17                                            | 1913–1915  | 2'C h4v   | wie preuß. S 101                                                                                         |
| 1118–1122        | 5         | 1912–1916 | S 101     | Waffenstillstandsabgabe, ehem. preuß. S 101 |                                               |            | 2'C h4v   | |
|                  | S 6       | 401–408   | S 12      | 1301–1308                                   | 8                                             | 1909       | 2'C1' h4v | |
|                  |           |           | S 14      | 1311–1370                                   | 60                                            | 1922       | 2'C1' h4v | TP-Pacific; 1351–1370 zwischen 1929 und 1933 aus dem Bestand der PO übernommen                           |
|                  |           |           | S 16      | 1401–1402                                   | 2                                             | 1933       | 2'C1' h2  | |

### Personenzuglokomotiven
| Reihe (bis 1906) | Gattung   | Bahnnrn.  | Gattung   | Bahnnrn.  | Anzahl | Baujahr(e) | Bauart  | Bemerkungen                                                                                               |
| Reihe (bis 1906) | (ab 1906) | (ab 1906) | (ab 1912) | (ab 1912) | Anzahl | Baujahr(e) | Bauart  | Bemerkungen                                                                                               |
| ---------------- | --------- | --------- | --------- | --------- | ------ | ---------- | ------- | --- |
| B 1              | P 1       | 501–512   | P 1       | 101–102   | 12     | 1870       | B1 n2   | Strousberg-Type; aus einer Bestellung der Halle-Sorau-Gubener Eisenbahn übernommen                        |
| B 2              | P 1       | 513–521   |           |           | 15     | 1873       | B1 n2   | Strousberg-Type; bis 1912 ausgemustert                                                                    |
| B 3              | P 1       | 522–531   | P 1       | 103       | 10     | 1874       | B1 n2   | geliefert von Kitson (UK)                                                                                 |
| B 4              | P 1       | 532–535   |           |           | 4      | 1870       | B1 n2   | Strousberg-Type, ehem. bayer. B IX (alt); 1872 übernommen, 1910 ausgemustert                              |
| B 5              |           |           |           |           | 4      | 1859–1863  | 2'B n2  | ehem. württ. E; 1871 übernommen, bis 1878 ausgemustert                                                    |
| A 1              |           |           |           |           | 2      | 1871       | 1B n2   | aus einer Bestellung der État belge übernommen, bis 1904 ausgemustert                                     |
| A 2              | P 2       | 536–548   |           |           | 15     | 1870       | 1B n2   | Strousberg-Type; aus einer Bestellung der Halle-Sorau-Gubener Eisenbahn übernommen, bis 1912 ausgemustert |
| A 3              | P 2       | 549–550   |           |           | 8      | 1870       | 1B n2   | aus einer Bestellung der Alföld-Fiumaner Eisenbahn übernommen, bis 1907 ausgemustert                      |
| A 4              |           |           |           |           | 4      | 1866       | 1B n2   | ehem. Somerset & Dorset Railway 21–24; 1871 übernommen, bis 1900 ausgemustert                             |
| A 5              | P 2       | 551–556   |           |           | 10     | 1872       | 1B n2   | bis 1913 ausgemustert                                                                                     |
| A 6              | P 2       | 557–561   | P 2       | 509       | 6      | 1872       | 1B n2   | |
| A 7              | P 3       | 562–593   | P 2       | 562…593   | 32     | 1873       | 1B n2   | |
| A 8              | P 3       | 594–609   | P 2       | 594…606   | 16     | 1874       | 1B n2   | geliefert von Kitson (UK)                                                                                 |
| A 9              | P 3       | 610–634   | P 2       | 610…634   | 26     | 1874–1875  | 1B n2   | |
| A 10             | P 4       | 636       | P 3       | 1601      | 1      | 1892       | 2'B n2v | |
| A 11             | P 4       | 637–644   | P 3       | 1602–1609 | 8      | 1894       | 2'B n2  | |
| A 12             | S 1       | 1–6       | P 4       | 1901–1906 | 6      | 1895       | 2'B n2v | |
| A 13             | S 1       | 7–22      | P 4       | 1907–1922 | 16     | 1897       | 2'B n2v | |
| A 14             | P 5       | 701–705   | P 5       | 2001–2005 | 5      | 1898       | 2'C n4v | |
|                  |           |           | P 6       | 2100–2102 | 3      | 1908–1909  | 1'C h2  | Waffenstillstandsabgabe, ehem. preuß. P 6                                                                 |
| A 17             | S 4       | 201–230   | P 7       | 2301–2330 | 30     | 1902–1903  | 2'C n4v | |
|                  |           |           | P 7       | 2331–2335 | 5      | 1905–1907  | 2'C n4v | Waffenstillstandsabgabe, ehem. bayer. P 3/5 N                                                             |
|                  |           |           | P 8       | 2350–2374 | 25     | 1908–1918  | 2'C h2  | Waffenstillstandsabgabe, ehem. preuß. P 8                                                                 |

### Güterzuglokomotiven
| Reihe (bis 1906) | Gattung   | Bahnnrn.  | Gattung   | Bahnnrn.                        | DRG-Nummer(n)                                | Anzahl | Baujahr(e) | Bauart   | Bemerkungen                        |
| Reihe (bis 1906) | (ab 1906) | (ab 1906) | (ab 1912) | (ab 1912)                       | DRG-Nummer(n)                                | Anzahl | Baujahr(e) | Bauart   | Bemerkungen                        |
| ---------------- | --------- | --------- | --------- | ------------------------------- | -------------------------------------------- | ------ | ---------- | -------- | ---------------------------------- |
| C 1              |           |           |           |                                 |                                              | 4      | 1870       | C n2     | vor 1906 ausgemustert              |
| C 2              | G 1       | 1001–1012 |           |                                 |                                              | 12     | 1871       | C n2     |                                    |
| C 3              | G 1       | 1013–1016 |           |                                 |                                              | 4      | 1870       | C n2     |                                    |
| C 4              | G 2       | 1040–1042 |           |                                 |                                              | 4      | 1870       | C n2     |                                    |
| C 5              | G 2       | 1043–1047 |           |                                 |                                              | 15     | 1871       | C n2     |                                    |
| C 6              | G 2       | 1048      |           |                                 |                                              | 4      | 1870       | C n2     |                                    |
| C 7              | G 2       | 1049–1068 |           |                                 |                                              | 20     | 1872       | C n2     |                                    |
| C 8              | G 2       | 1069–1077 |           |                                 |                                              | 10     | 1871       | C n2     |                                    |
| C 9              | G 2       | 1078–1087 |           |                                 |                                              | 10     | 1872       | C n2     |                                    |
| C 10             | G 2       | 1088–1107 |           | 1088–1100, 1251–1256            |                                              | 20     | 1872       | C n2     |                                    |
| C 11             | G 2       | 1108–1120 |           | 1257+1258                       |                                              | 13     | 1873–1874  | C n2     |                                    |
| C 12             | G 2       | 1121–1138 |           | 1259–1263                       |                                              | 18     | 1873       | C n2     |                                    |
| C 13             | G 2       | 1139–1150 |           | 1264–1267                       |                                              | 12     | 1873       | C n2     |                                    |
| C 14             | G 1       | 1017–1022 |           |                                 |                                              | 6      | 1872       | C n2     |                                    |
| C 15             | G 1       | 1023–1039 |           |                                 |                                              | 17     | 1873       | C n2     |                                    |
| C 16             |           |           |           |                                 |                                              | 2      | 1872       | C n2     | bis 1900 ausgemustert              |
| C 17             | G 2       | 1151–1155 |           |                                 |                                              | 6      | 1873       | C n2     |                                    |
| C 18             | G 2       | 1156–1157 |           |                                 |                                              | 3      | 1872       | C n2     |                                    |
| C 19             | G 2       | 1158–1197 |           | 1269–1281                       |                                              | 40     | 1874–1875  | C n2     |                                    |
| C 20             | G 2       | 1198–1211 |           | 1282–1291                       |                                              | 14     | 1874       | C n2     |                                    |
| C 21             | G 3       | 1212–1223 |           |                                 |                                              | 12     | 1882       | C n2     | wie preuß. G 3 mit Außensteuerung  |
| C 22             | G 3       | 1224–1235 |           |                                 |                                              | 12     | 1883       | C n2     | wie preuß. G 3 mit Außensteuerung  |
| C 23             | G 3       | 1236–1242 |           |                                 |                                              | 7      | 1885       | C n2     | wie preuß. G 3 mit Außensteuerung  |
| C 24             | G 3       | 1243–1248 |           |                                 |                                              | 6      | 1892       | C n2     | wie preuß. G 3 mit Außensteuerung  |
| C 25             | G 4       | 1249–1256 | G 4       | 3801–3808                       |                                              | 8      | 1895       | C n2v    |                                    |
| C 26             | G 4       | 1257–1265 | G 4       | 3809–3817                       |                                              | 9      | 1896       | C n2v    |                                    |
| C 27             | G 4       | 1266–1284 | G 4       | 3818–3836                       |                                              | 19     | 1898       | C n2v    |                                    |
| C 28             | G 4       | 1285–1302 | G 4       | 3837–3854                       |                                              | 18     | 1899–1900  | C n2v    | wie preuß. G 42                    |
| C 30             | G 4       | 1303–1341 | G 4       | 3855–3893                       | 53 025                                       | 39     | 1900–1904  | C n2v    | wie preuß. G 42                    |
|                  |           |           | G 51      | 3994–4000                       |                                              | 12     | 1893–1901  | 1'C n2   | Reparation preuß. G 51             |
| C 29             | G 5       | 1401–1422 | G 52      | 4001–4022                       | 54 324                                       | 22     | 1900–1901  | 1'C n2v  | wie preuß. G 52                    |
| C 31             | G 5       | 1423–1448 | G 52      | 4023–4048                       | 54 343–344, 54 353                           | 26     | 1901       | 1'C n2v  | wie preuß. G 52                    |
| C 32             | G 5       | 1449–1615 | G 52      | 4049–4215                       | 54 368–386, 54 708–717                       | 167    | 1900–1907  | 1'C n2v  | wie preuß. G 52                    |
|                  |           |           | G 52      | 4219–4240                       |                                              | 22     | 1896–1901  | 1'C n2   | Reparation preuß. G 52             |
|                  |           |           | G 53      | 4241–4245                       |                                              | 5      | 1903       | 1'C n2   | Reparation preuß. G 53             |
|                  |           |           | G 54      | 4251–4267                       |                                              | 17     | 1902–1909  | 1'C n2   | Reparation preuß. G 54             |
|                  |           |           | G 55      | 4271–4273                       |                                              | 3      | 1912       | 1'C n2v  | wie preuß. G 55                    |
|                  |           |           | G 71      | 4301–4320                       |                                              | 20     | 1899–1916  | D n2     | Reparation preuß. G 71             |
|                  |           |           | G 72      | 4321–4351                       |                                              | 31     | 1895–1916  | D n2v    | Reparation preuß. G 72             |
|                  |           |           | G 81      | 5001–5138, 5151–5278, 5301–5321 | 55 2946, 55 3338–3340, 55 4275–4279, 55 4285 | 171    | 1913–1919  | D h2     | wie preuß. G 81, dazu Reparation   |
|                  |           |           | G 8       | 5380–5393                       |                                              | 13     | 1907–1913  | D h2     | Reparation preuß. G 8              |
|                  | G 9       | 1901–1906 | G 10      | 5401–5435, 5436–5455            | 57 1124                                      | 55     | 1910–1913  | E h2     | wie preuß. G 10, dazu Reparation   |
| C 33             | G 8       | 1801–1847 | G 11      | 5501–5547                       |                                              | 47     | 1905–1910  | 1'E n4v  |                                    |
|                  |           |           | G 12      | 5563–5689                       |                                              | 127    | 1917–1920  | 1'E h3   | wie preuß. G 12, dazu Reparation   |
|                  |           |           | G 121     | 5551–5562                       |                                              | 12     | 1915       | 1'E h3   | wie preuß. G 121                   |
|                  |           |           | G 14      | 5701–5761, 5801–5822            |                                              | 83     | 1918       | 1'D h2   | USATC „Pershing“ und USATC „Slade“ |
|                  |           |           | G 16      | 5901–5902                       |                                              | 2      | 1936–1937  | 1'E1' h3 |                                    |

### Tenderlokomotiven
| Reihe (bis 1906) | Gattung   | Bahnnrn.  | Gattung   | Bahnnrn.  | DRG-Nummer(n)                            | Anzahl | Baujahr(e) | Bauart            | Bemerkungen                                      |
| Reihe (bis 1906) | (ab 1906) | (ab 1906) | (ab 1912) | (ab 1912) | DRG-Nummer(n)                            | Anzahl | Baujahr(e) | Bauart            | Bemerkungen                                      |
| ---------------- | --------- | --------- | --------- | --------- | ---------------------------------------- | ------ | ---------- | ----------------- | ------------------------------------------------ |
| D 1              | T 3       | 2045–2051 |           |           |                                          | 8      | 1871       | C n2t             |                                                  |
| D 2              | T 3       | 2052–2053 |           |           |                                          | 3      | 1870       | C n2t             |                                                  |
| D 3              |           |           |           |           |                                          | 43     | 1872       | B n2t             | bis 1902 ausgemustert                            |
| D 4              | T 2       | 2013–2027 |           |           |                                          | 15     | 1874       | 1'B n2t           |                                                  |
| D 5              | T 4       | 2114–2119 |           |           |                                          | 6      | 1874       | B1 n2t            |                                                  |
| D 6              | T 2       | 2032–2043 |           |           |                                          | 12     | 1874       | 1'B n2t           |                                                  |
| D 7 (MBG)        | T 2       | 2028–2031 |           |           |                                          | 4      | 1874       | 1'B n2t           |                                                  |
| D 7 (Vulkan)     | T 2.1     | 2044      |           |           |                                          | 1      | 1876       | C n2t             | Schiffsbrückenlok „Fasolt“ mit Reibrollenantrieb |
| D 8              | T 1       | 2001–2004 |           |           |                                          | 4      | 1879       | B n2t             |                                                  |
| D 9              | T 1       | 2005–2006 |           |           |                                          | 2      | 1880       | B n2t             |                                                  |
| D 10             | T 1       | 2007      |           |           |                                          | 1      | 1880       | B n2t             |                                                  |
| D 11             | T 3       | 2054      |           |           |                                          | 1      | 1880       | C n2t             |                                                  |
| D 12             | T 1       | 2008      |           |           |                                          | 1      | 1880       | B n2t             |                                                  |
| D 13             | T 1       | 2009–2010 |           |           |                                          | 2      | 1881       | B n2t             |                                                  |
| D 14             | T 1       | 2011–2012 |           |           |                                          | 2      | 1881       | B n2t             |                                                  |
| D 15             | T 3       | 2055      |           |           |                                          | 1      | 1881       | C n2t             |                                                  |
| D 16             | T 3       | 2056–2057 |           |           |                                          | 2      | 1882       | C n2t             |                                                  |
| D 17             | T 4       | 2120–2123 |           |           |                                          | 4      | 1882       | 1B n2t            |                                                  |
| D 18             | T 4       | 2124–2135 |           |           |                                          | 12     | 1883       | 1B n2t            |                                                  |
| D 19             | T 3       | 2058–2063 |           |           |                                          | 6      | 1884       | C n2t             |                                                  |
| D 20             | T 4       | 2136–2138 |           |           |                                          | 3      | 1884       | 1B n2t            |                                                  |
| D 21             | T 4       | 2139–2141 |           |           |                                          | 3      | 1885       | 1B n2t            |                                                  |
| D 22             | T 3       | 2064–2069 |           |           |                                          | 6      | 1886       | C n2t             |                                                  |
| D 23             | T 4       | 2142–2144 |           |           |                                          | 3      | 1886       | 1B n2t            |                                                  |
| D 24             | T 5       | 2145–2146 |           |           |                                          | 2      | 1887       | 1'B n2t, 1'B n2vt | 1901 in 1'B1' umgebaut                           |
| D 25             | T 3       | 2070–2072 |           |           |                                          | 3      | 1888       | C n2t             |                                                  |
| D 26             | T 3       | 2073–2086 |           | 6101–6114 |                                          | 14     | 1891       | C n2t             |                                                  |
| D 27             | T 3       | 2087–2097 |           | 6115–6125 |                                          | 11     | 1897       | C n2t             |                                                  |
| D 28             | T 6       | 2147–2156 | T 4       | 6401–6410 |                                          | 10     | 1899       | 1B n2t            | wie preuß. T 41                                  |
| D 29             | T 3       | 2098–2101 |           | 6126–6129 |                                          | 4      | 1899       | C n2t             |                                                  |
| D 30             | T 3       | 2102–2113 |           | 6130–6141 |                                          | 12     | 1900       | C n2t             |                                                  |
| D 31             | T 8       | 2301–2427 | T 93      | 7051–7193 | 91 303–305, 91 544, 656, 745, 1245, 1694 | 142    | 1901–1913  | 1'C n2t           | wie preuß. T 93, dazu Reparation                 |
| D 32             | T 7       | 2201–2237 | T 5       | 6601–6637 | 73 125                                   | 37     | 1903–1911  | 1'B2' n2t         | wie bayer. D XII                                 |
| D 33             | T 9       | 2501–2566 | T 17      | 8301–8366 |                                          | 66     | 1905–1913  | 2'C2' n4vt        |                                                  |
|                  | T 10      | 2601–2614 | T 12      | 7701–7729 | 74 784–786, 74 1254                      | 29     | 1910–1914  | 1'C h2t           | wie preuß. T 12, dazu Reparation                 |
|                  |           |           | T 3       | 6142–6144 |                                          | 3      | 1913       | C n2t             |                                                  |
|                  |           |           | T 13      | 7901–7965 | 92 732–738                               | 65     | 1914–1918  | D n2t             | wie preuß. T 13, dazu Reparation                 |
|                  |           |           | T 14      | 8501–8556 | 93 094, 93 188–191, 93 237               | 56     | 1915–1918  | 1'D1' h2t         | wie preuß. T 14, dazu Reparation                 |
|                  |           |           | T 16      | 8101–8112 | 94 462–464                               | 12     | 1913       | E h2t             | wie preuß. T 16                                  |
|                  |           |           | T 161     | 8113–8118 | 94 465–467                               | 6      | 1914       | E h2t             | wie preuß. T 161                                 |
|                  |           |           | T 18      | 8401–8427 | 78 093                                   | 27     | 1915–1918  | 2'C2' h2t         | wie preuß. T 18                                  |
|                  |           |           | T 19      | 8201–8213 |                                          | 13     | (1928)     | 1'E1' n2t         | Umbau aus G 11                                   |
|                  |           |           | T 20      | 8601–8630 |                                          | 30     | 1929–1930  | 2'D2' h4vt        |                                                  |
|                  |           |           | T 91      | 7188      |                                          | 11     | 1897       | C1' n2t           | Reparation preuß. T 91                           |
|                  |           |           | T 11      | 7300–7301 |                                          | 2      | 1904–1905  | 1'C n2t           | Reparation preuß. T 11                           |

### Schmalspurlokomotiven
Die Schmalspurlokomotiven der Reichseisenbahnen wurden für die in Meterspur angelegten Bahnen Lützelburg–Drulingen/Pfalzburg, Colmar–Ensisheim und Colmar–Markolsheim gebaut.
| Reihe (bis 1906) | Gattung   | Bahnnrn.  | Gattung   | Bahnnrn.  | Anzahl | Baujahr(e) | Bauart | Bemerkungen |
| Reihe (bis 1906) | (ab 1906) | (ab 1906) | (ab 1912) | (ab 1912) | Anzahl | Baujahr(e) | Bauart | Bemerkungen |
| ---------------- | --------- | --------- | --------- | --------- | ------ | ---------- | ------ | ----------- |
| E 1              | T 21      | 3011–3013 | T 31      | 1–3       | 3      | 1890       | C n2t  |             |
| E 2              | T 20      | 3001      |           |           | 1      | 1885       | B n2t  |             |
| E 3              | T 20      | 3002–3004 |           |           | 3      | 1883       | B n2t  |             |
| E 4              | T 21      | 3014      | T 31      | 4         | 1      | 1891       | C n2t  |             |
| E 5              | T 21      | 3015–3018 | T 31      | 5–8       | 4      | 1899       | C n2t  |             |
| E 6              | T 22      | 3031–3042 | T 37      | 111–123   | 13     | 1903–1913  | D n2t  |             |